# Сен-Ромен-де-Попе
Сен-Роме́н-де-Попи́ (фр. Saint-Romain-de-Popey) — коммуна во Франции, департамент Рона .

## Демография
Население:  ▲1567 чел. (на 1 января 2018)

Распределение населения по возрасту и полу (2006).

## Экономика
В 2010 году в муниципалитете числилось 565 обложенных домохозяйств, в которых проживали 1493 человек, медиана доходов составляла 20 232 евро на одного жителя.

## Достопримечательности и памятники
- Шато д'Ож
- Шапель де Клеви

## Смотрите также
- Коммуны департамента Рона